# Stichting Japanse Ereschulden
De Stichting Japanse Ereschulden is een onafhankelijke belangenorganisatie voor hen die fysieke, geestelijke of andere schade is toegebracht in kampen of daarbuiten tijdens de Japanse bezetting in de Tweede Wereldoorlog.
De Stichting werd 4 april 1990 door Birma-spoorwegslachtoffer Kees Stolk opgericht en eiste erkenning, verontschuldiging en finale genoegdoening van zowel Japan als van Nederland. De Stichting ontving 76.000 schadeclaims. Nog hetzelfde jaar wees Japan claims af op basis van het Yoshida-Stikker Akkoord van 1956.  Op basis van dit verdrag en het Vredesverdrag van San Francisco uit 1951, zou de Nederlandse Staat de rechten van de slachtoffers hebben afgekocht, zodat de stichting de finale genoegdoening heeft neergelegd bij de Nederlandse Staat.
De stichting maakt zich ook sterk voor erkenning van en compensatie voor Nederlandse troostmeisjes.
De Stichting demonstreert maandelijks bij de Japanse Ambassade in Den Haag.